# Liste der Wasserfälle in Island
Die Wasserfälle in Island prägen das Landschaftsbild der Insel im Nordatlantik und sind eine Hauptattraktion des Tourismus in Island.
Alle Wasserfälle sind nach Höhe und bei zahlenmäßig gleicher Höhe alphabetisch sortiert.
| Bild | Name             | Fall- höhe | Gewässer               | Region            | Gemeinde                               | Koordinaten                        | Anfahrt Bemerkung                                                            |
| ---- | ---------------- | ---------- | ---------------------- | ----------------- | -------------------------------------- | ---------------------------------- | ---------------------------------------------------------------------------- |
|      | Morsárfoss       | 227,3 m    | Morsá                  | Suðurland         | Hornafjörður                           | 64° 6′ 44,68″ N, 16° 53′ 5,3″ W    | (plus längere Zuwegung) wurde erst 2007 entdeckt und 2011 erstmals vermessen |
|      | Glymur           | 196 m      | Botnsá                 | Vesturland        | Hvalfjarðarsveit                       | 64° 23′ 27,96″ N, 21° 15′ 1,8″ W   | , dann Botnsdalsvegur galt bis 2011 als höchster Wasserfall Islands          |
|      | Háifoss          | 122 m      | Fossá í Þjórsárdal     | Suðurland         | Skeiða- og Gnúpverjahreppur            | 64° 12′ 28,8″ N, 19° 41′ 15,72″ W  | L332                                                                         |
|      | Strútsfoss       | 120 m      | Strútsá                | Austurland        | Fljótsdalur                            | 64° 53′ 37,55″ N, 15° 1′ 19,2″ W   | T935                                                                         |
|      | Hengifoss        | 118 m      | Hengifossá             | Austurland        | Fljótsdalur                            | 65° 5′ 44,49″ N, 14° 53′ 24,6″ W   | abweichende Fallhöhenangabe: 110 m                                           |
|      | Granni           | 101 m      | Fossá í Þjórsárdal     | Suðurland         | Skeiða- og Gnúpverjahreppur            | 64° 12′ 33,12″ N, 19° 40′ 59,52″ W | Nachbar vom Háifoss                                                          |
|      | Dynjandi         | 100 m      | Dynjandisá             | Vestfirðir        | Vesturbyggð                            | 65° 43′ 57,36″ N, 23° 11′ 56,4″ W  | → anderer Name Fjallfoss höchster Wasserfall der Westfjorde                  |
|      | Rjúkandi         | 093 m      | Ysta-Rjúkandi          | Austurland        | Múlaþing                               | 65° 20′ 4,83″ N, 15° 4′ 55,39″ W   | zwischen Egilsstaðir und Mývatn                                              |
|      | Foss á Síðu      | 082 m      | Fossá                  | Suðurland         | Skaftárhreppur                         | 63° 51′ 20,65″ N, 17° 52′ 11,73″ W | bei Kirkjubæjarklaustur                                                      |
|      | Bjarnafoss       | 080 m      | Bjarnaá                | Vesturland        | Snæfellsbær                            | 64° 50′ 53,52″ N, 23° 24′ 11,88″ W | kann ganz verweht werden                                                     |
|      | Fagrifoss        | 080 m      | Geirlandsá             | Suðurland         | Skaftárhreppur                         | 63° 52′ 0,98″ N, 18° 15′ 0″ W      | im Vatnajökull-Nationalpark                                                  |
|      | Mígandi          | 080 m      | Mígindislækur          | Norðurland eystra | Dalvíkurbyggð                          | 66° 3′ 59,4″ N, 18° 31′ 37,92″ W   | Eyjafjörður                                                                  |
|      | Skiptárfoss      | 080 m      | Skiptá                 | Vestfirðir        | Reykhólahreppur Vesturbyggð            | 65° 36′ 21,65″ N, 22° 55′ 31,04″ W | am alten Straßenverlauf                                                      |
|      | Þórðarfoss       | 080 m      | Þórðara                | Suðurland         | Rangárþing eystra                      | 63° 43′ 19,2″ N, 19° 53′ 54,6″ W   | in der Nähe vom Merkjárfoss                                                  |
|      | Grundarfoss      | 070 m      | Grundará               | Vesturland        | Grundarfjörður                         | 64° 54′ 32,04″ N, 23° 13′ 20,64″ W | auf Snæfellsnes                                                              |
|      | Systrafoss       | 069 m      | Fossá                  | Suðurland         | Skaftárhreppur                         | 63° 47′ 9,24″ N, 18° 3′ 34,56″ W   | bei Kirkjubæjarklaustur                                                      |
|      | Seljalandsfoss   | 065 m      | Seljalandsá            | Suðurland         | Rangárþing eystra                      | 63° 36′ 56,16″ N, 19° 59′ 16,44″ W | von der sichtbar                                                             |
|      | Skógafoss        | 062 m      | Skógá                  | Suðurland         | Rangárþing eystra                      | 63° 31′ 55,56″ N, 19° 30′ 40,68″ W | T2440                                                                        |
|      | Írárfoss         | 060 m      | Írá                    | Suðurland         | Rangárþing eystra                      | 63° 34′ 39,36″ N, 19° 49′ 44,22″ W | T246                                                                         |
|      | Kerlingarfoss    | 060 m      | Fosslækur              | Vesturland        | Snæfellsbær                            | 64° 53′ 33,36″ N, 23° 47′ 45,24″ W | T574                                                                         |
|      | Merkjárfoss      | 053 m      | Merkjá                 | Suðurland         | Rangárþing eystra                      | 63° 43′ 15,6″ N, 19° 53′ 31,92″ W  | wird auch Gluggafoss genannt                                                 |
|      | Fardagafoss      | 045 m      | Miðhúsaá               | Austurland        | Múlaþing                               | 65° 16′ 4,08″ N, 14° 20′ 40,56″ W  | dicht neben der Straße                                                       |
|      | Gljúfursárfoss   | 045 m      | Gljúfursá              | Austurland        | Vopnafjörður                           | 65° 44′ 52,08″ N, 14° 40′ 36,12″ W | dicht an der Küste                                                           |
|      | Litlanesfoss     | 045 m      | Hengifossá             | Austurland        | Fljótsdalur                            | 65° 5′ 0,96″ N, 14° 53′ 2,04″ W    | unterhalb der Hengifoss                                                      |
|      | Dettifoss        | 044 m      | Jökulsá á Fjöllum      | Norðurland eystra | Norðurþing                             | 65° 48′ 51,98″ N, 16° 23′ 3,98″ W  | und mächtigster Wasserfall Islands                                           |
|      | Gljúfrabúi       | 040 m      | Gljúfurá               | Suðurland         | Rangárþing eystra                      | 63° 37′ 15,5″ N, 19° 59′ 6,53″ W   | in der Nähe des Seljalandsfoss                                               |
|      | Klukkufoss       | 040 m      | Móðulækur              | Vesturland        | Snæfellsbær                            | 64° 51′ 56,16″ N, 23° 51′ 41,51″ W | → im Westen von Snæfellsnes                                                  |
|      | Kvernufoss       | 040 m      | Kverna                 | Suðurland         | Rangárþing eystra                      | 63° 31′ 45,84″ N, 19° 28′ 51,6″ W  | Fußweg vom Skógar Museums                                                    |
|      | Ófærufoss        | 040 m      | Norðari-Ófærá          | Suðurland         | Skaftárhreppur                         | 63° 57′ 53,14″ N, 18° 37′ 4,89″ W  | im südlichen Hochland hatte bis 1993 eine natürliche Brücke                  |
|      | Svöðufoss        | 040 m      | Laxá á Breið           | Vesturland        | Snæfellsbær                            | 64° 53′ 42″ N, 23° 48′ 41,76″ W    | T574                                                                         |
|      | Gullfoss         | 032 m      | Hvítá                  | Suðurland         | Bláskógabyggð                          | 64° 19′ 33,6″ N, 20° 7′ 15,6″ W    | und fällt in zwei Stufen                                                     |
|      | Sigöldufoss      | 030 m      | Tungnaá                | Suðurland         | Rangárþing ytra                        | 64° 10′ 13,4″ N, 19° 7′ 54,78″ W   | Wassermenge hängt vom Kraftwerk ab                                           |
|      | Hafragilsfoss    | 027 m      | Jökulsá á Fjöllum      | Norðurland eystra | Norðurþing                             | 65° 49′ 56,21″ N, 16° 23′ 56,95″ W | flussabwärts des Dettifoss                                                   |
|      | Gufufoss         | 027 m      | Fjarðará               | Austurland        | Múlaþing                               | 65° 14′ 23,76″ N, 14° 3′ 26″ W     | an der Straße nach Egilsstadir                                               |
|      | Hundafoss        | 024 m      | Stórilækur             | Suðurland         | Hornafjörður                           | 64° 1′ 12″ N, 16° 58′ 49,44″ W     | im Skaftafell-Nationalpark am Weg zum Svartifoss                             |
|      | Aldeyjarfoss     | 020 m      | Skjálfandafljót        | Norðurland eystra | Þingeyjarsveit                         | 65° 21′ 59,76″ N, 17° 20′ 13,2″ W  | oberhalb des Goðafoss                                                        |
|      | Öxarárfoss       | 020 m      | Öxará                  | Suðurland         | Bláskógabyggð                          | 64° 15′ 59,04″ N, 21° 7′ 18,12″ W  | im Nationalpark Þingvellir                                                   |
|      | Reykjafoss       | 020 m      | Svartá / Húseyjarkvisl | Norðurland vestra | Skagafjörður                           | 65° 29′ 40,92″ N, 19° 22′ 57,72″ W | bei Varmahlíð                                                                |
|      | Gjárfoss         | 016 m      | Rauða                  | Suðurland         | Skeiða- og Gnúpverjahreppur            | 64° 9′ 4,68″ N, 19° 44′ 11,4″ W    | in der Schlucht Gjáin mit vielen weiteren Fällen                             |
|      | Kirkjufellsfoss  | 016 m      | Kirkjufellsá           | Vesturland        | Grundarfjörður                         | 64° 55′ 32,88″ N, 23° 18′ 45,72″ W | auf Snæfellsnes bei dem Berg Kirkjufell                                      |
|      | Fossárfoss       | 015 m      | Fossá                  | Austurland        | Múlaþing                               | 64° 45′ 11,52″ N, 14° 28′ 50,52″ W | R1                                                                           |
|      | Goðafoss         | 012 m      | Skjálfandafljót        | Norðurland eystra | Þingeyjarsveit                         | 65° 40′ 59,28″ N, 17° 33′ 4,23″ W  | → nördliches Ende der Sprengisandsleið                                       |
|      | Hraunfossar      | 012 m      | Hvítá                  | Vesturland        | Borgarbyggð                            | 64° 42′ 9,36″ N, 20° 58′ 51,96″ W  | wird unterirdisch gespeist                                                   |
|      | Réttarfoss       | 012 m      | Jökulsá á Fjöllum      | Norðurland eystra | Norðurþing                             | 65° 52′ 50,85″ N, 16° 26′ 7,39″ W  | unterhalb des Hafragilsfosses                                                |
|      | Svartifoss       | 012 m      | Stórilækur             | Suðurland         | Hornafjörður                           | 64° 1′ 52,68″ N, 16° 58′ 21″ W     | Skaftafell-Nationalpark, von Basaltsäulen eingerahmt                         |
|      | Þjófafoss        | 012 m      | Þjórsá                 | Suðurland         | Ásahreppur Skeiða- og Gnúpverjahreppur | 64° 3′ 23,66″ N, 19° 51′ 58,78″ W  | weniger Wasser wegen des Búrfellsvirkjun                                     |
|      | Þórufoss         | 012 m      | Laxá í Kjós            | Höfuðborgarsvæðið | Kjós                                   | 64° 15′ 50,49″ N, 21° 22′ 10,79″ W | oberhalb des Pokafoss                                                        |
|      | Árbæjarfoss      | 010 m      | Ytri-Rangá             | Suðurland         | Rangárþing ytra                        | 63° 51′ 45,72″ N, 20° 20′ 30,48″ W | T271                                                                         |
|      | Dalfoss          | 010 m      | Vatnsdalsá             | Norðurland vestra | Húnavatn                               | 65° 17′ 19,68″ N, 20° 4′ 9,12″ W   | T722                                                                         |
|      | Selfoss          | 010 m      | Jökulsá á Fjöllum      | Norðurland eystra | Norðurþing                             | 65° 48′ 17,6″ N, 16° 23′ 13,09″ W  | und oberhalb des Dettifoss                                                   |
|      | Tröllafoss       | 010 m      | Leirvogsá              | Höfuðborgarsvæðið | Kjós                                   | 64° 12′ 37,08″ N, 21° 32′ 9,6″ W   | Tröllafoss hieß seinerzeit Islands größtes Schiff                            |
|      | Barnafoss        | 009 m      | Hvítá                  | Vesturland        | Borgarbyggð                            | 64° 42′ 6,84″ N, 20° 58′ 41,16″ W  | bei den Hraunfossar                                                          |
|      | Hjálparfoss      | 009 m      | Fossá í Þjórsárdal     | Suðurland         | Skeiða- og Gnúpverjahreppur            | 64° 6′ 58,32″ N, 19° 51′ 4,68″ W   | S32                                                                          |
|      | Magnúsarfoss     | 009 m      | Stórilækur             | Suðurland         | Hornafjörður                           | 64° 1′ 16,32″ N, 16° 58′ 48″ W     | im Skaftafell-Nationalpark am Weg zum Svartifoss                             |
|      | Englandsfoss     | 008 m      | Tunguá                 | Vesturland        | Borgarbyggð                            | 64° 29′ 59,28″ N, 21° 11′ 38,76″ W | T52                                                                          |
|      | Glanni           | 008 m      | Norðurá                | Vesturland        | Borgarbyggð                            | 64° 45′ 13,01″ N, 21° 32′ 46,89″ W | R1                                                                           |
|      | Kolufossar       | 008 m      | Víðidalsá              | Norðurland vestra | Húnaþing vestra                        | 65° 20′ 0,43″ N, 20° 33′ 52,03″ W  | im Klogljúfur-Park                                                           |
|      | Faxi             | 007 m      | Tungufljót             | Suðurland         | Bláskógabyggð                          | 64° 13′ 32,52″ N, 20° 20′ 18,24″ W | anderer Name Vatnsleysufoss                                                  |
|      | Urriðafoss       | 006 m      | Þjórsá                 | Suðurland         | Ásahreppur                             | 63° 55′ 30,22″ N, 20° 40′ 21,64″ W | wasserreichster Wasserfall Islands                                           |
|      | Brúarfoss        | 005 m      | Brúará                 | Suðurland         | Bláskógabyggð                          | 64° 15′ 52,2″ N, 20° 30′ 59,4″ W   | S37                                                                          |
|      | Laxfoss          | 004 m      | Norðurá                | Vesturland        | Borgarbyggð                            | 64° 45′ 15,38″ N, 21° 34′ 30,05″ W | südlich Glanni                                                               |
|      | Tungufoss        | 004 m      | Kaldakvísl             | Höfuðborgarsvæðið | Mosfellsbær                            | 64° 10′ 42,91″ N, 21° 40′ 51,13″ W | steht unter Naturschutz                                                      |
|      | Vígabjargsfoss   | 003 m      | Jökulsá á Fjöllum      | Norðurland eystra | Norðurþing                             | 65° 53′ 9,3″ N, 16° 26′ 39,05″ W   | eher Katarakt                                                                |
|      | Æðarfossar       | 003 m      | Laxá í Aðaldal         | Norðurland eystra | Norðurþing                             | 65° 58′ 57,36″ N, 17° 24′ 54,85″ W | Skjálfandi-Bucht bei Húsavík eher Katarakt                                   |
|      | Ægissíðufoss     | 003 m      | Ytri-Rangá             | Suðurland         | Rangárþing ytra                        | 63° 49′ 9,12″ N, 20° 24′ 59,4″ W   | T25                                                                          |
|      | Laxfoss (Grímsá) | 002 m      | Grímsá                 | Vesturland        | Borgarbyggð                            | 64° 35′ 31,56″ N, 21° 36′ 54,36″ W | T510                                                                         |
|      | Pokafoss         | 002 m      | Laxá í Kjós            | Höfuðborgarsvæðið | Kjós                                   | 64° 17′ 55,94″ N, 21° 26′ 20,87″ W | unterhalb des Þórufoss                                                       |
|      | Tröllafossar     | 002 m      | Grímsá                 | Vesturland        | Borgarbyggð                            | 64° 35′ 29,4″ N, 21° 34′ 52,32″ W  | viele kleine Stufen                                                          |
|      | Tröllkonuhlaup   | 002 m      | Þjórsá                 | Suðurland         | Rangárþing ytra                        | 64° 4′ 9,48″ N, 19° 46′ 28,2″ W    | 150 m breit                                                                  |

## Weitere Wasserfälle
mit noch teilweise fehlenden Angaben (alphabetisch sortiert).
| Bild | Name                          | Fall- höhe | Gewässer             | Region            | Gemeinde                                | Koordinaten                        | Anfahrt Bemerkung                        |
| ---- | ----------------------------- | ---------- | -------------------- | ----------------- | --------------------------------------- | ---------------------------------- | ---------------------------------------- |
|      | Álafoss                       | 0?? m      | Varmá                | Höfuðborgarsvæðið | Mosfellsbær                             | 64° 10′ 0,12″ N, 21° 40′ 32,88″ W  | , Álafossvegur kleines Naturschutzgebiet |
|      | Bænahúsfoss                   | 0?? m      | Gautsdalsá           | Vestfirðir        | Reykhólahreppur                         | 65° 29′ 42″ N, 21° 53′ 39,48″ W    | S61                                      |
|      | Dynkur                        | 050 m      | Þjórsá               | Suðurland         | Skeiða- og Gnúpverjahreppur, Ásahreppur | 64° 20′ 19,68″ N, 19° 11′ 36,24″ W | Sx26                                     |
|      | Flögufoss                     | 061 m      | Flöguá               | Austurland        | Fjarðabyggð                             | 64° 49′ 4,08″ N, 14° 22′ 46,2″ W   | T966                                     |
|      | Gljúfrasmiður                 | 0?? m      | Jökulsá á Fjöllum    | Norðurland eystra | Skútustaðir                             | 65° 26′ 20,76″ N, 16° 9′ 54″ W     | LF88                                     |
|      | Grundarfoss (Reykhólahreppur) | 0?? m      | Grundará             | Vestfirðir        | Reykhólahreppur                         | 65° 27′ 40,86″ N, 22° 12′ 20,16″ W | S607                                     |
|      | Gýgjarfoss                    | 5 m        | Jökulfall á Kili     | Suðurland         | Hrunamannahreppur                       | 64° 42′ 11,88″ N, 19° 23′ 46,4″ W  | LF347                                    |
|      | Heyárfoss                     | 15 m       | Heyá                 | Vestfirðir        | Reykhólahreppur                         | 65° 27′ 40,32″ N, 22° 14′ 45,24″ W | S607                                     |
|      | Hverfandi                     | 100 m      | Jökulsá á Brú        | Austurland        | Múlaþing                                | 64° 57′ 0,72″ N, 15° 47′ 26,88″ W  | L910                                     |
|      | Klifbrekkufossar              | 090 m      | Fjarðará í Mjóafirði | Austurland        | Fjarðabyggð                             | 65° 10′ 39,72″ N, 14° 5′ 10,68″ W  | T953                                     |
|      | Lagarfoss                     | 010 m      | Lagarfljót           | Austurland        | Múlaþing                                | 65° 30′ 9,88″ N, 14° 21′ 47,7″ W   | eher eine Stromschnelle                  |
|      | Miðjanesfoss                  | 0?? m      | Miðjanesá            | Vestfirðir        | Reykhólahreppur                         | 65° 28′ 8,4″ N, 22° 17′ 19,68″ W   | S607                                     |
|      | Nonna og Manna fossinn        | 0?? m      | Þingmannaá           | Vestfirðir        | Vesturbyggð                             | 65° 35′ 1,32″ N, 23° 6′ 40,68″ W   | S60                                      |
|      | Rauðufossar                   | 060 m      | Rauðufossakvísl      | Suðurland         | Rangárþing ytra                         | 64° 1′ 6,96″ N, 19° 20′ 7,08″ W    | LF225                                    |
|      | Rjúkandafoss                  | 035 m      | Rjúkandi             | Vestfirðir        | Árnes                                   | 66° 2′ 44,34″ N, 21° 45′ 50,99″ W  | LF649                                    |
|      | Sauðárfoss                    | 020 m      | Sauða                | Austurland        | Múlaþing                                | 64° 55′ 12″ N, 15° 50′ 56,04″ W    | im Hálslón versunken                     |
|      | Staðarfoss                    | 030 m      | Staðará              | Vestfirðir        | Reykhólahreppur                         | 65° 29′ 9,24″ N, 22° 20′ 44,52″ W  | S607                                     |
|      | Töfrafoss                     | 024 m      | Kringilsá            | Austurland        | Múlaþing                                | 64° 50′ 20,57″ N, 15° 54′ 16,03″ W | im Hálslón versunken                     |